# Criolla (género musical)
La Criolla es un género de la música cubana que está estrechamente relacionado con la música de los Coros de Clave y el género de la música popular cubana llamado Clave.
El género llamado Clave, el cual llegó a ser muy popular en el Teatro Vernáculo, fue creado a partir del estilo musical de los Coros de Clave por el compositor Jorge Anckermann; y este, a su vez sirvió como punto de partida para la de un nuevo género: la Criolla. Según el musicólogo Helio Orovio, la primera Criolla, llamada "Carmela", fue compuesta por Luis Casas Romero en 1909, quien también compuso otra de las más famosas Criollas de todos los tiempos, "EL Mambí".
Al igual que la Clave y la Guajira (música), la estructura formal de la criolla consta de una breve introducción, seguida de dos secciones de 16 compases cada una. La primera en tono menor, y la segunda en su tono relativo directo mayor.
El ritmo esencial de la Criolla es el mismo que el de la Clave, la Hemiola vertical, que aparece consistentemente en el bajo de estas canciones.

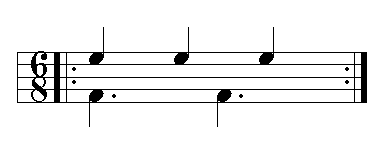
Hemiola vertical.

Los cantantes de la Trova tradicional cubana adoptaron también los géneros de la Clave y la Criolla, los cuales pasaron a formar parte de su repertorio. Algunos famosos compositores cubanos que cultivaron la Criolla fueron: Jorge Anckermann (Linda criolla), Alberto Villalón (Quiero besarte) y Sindo Garay (Mujer bayamesa).
A pesar de que la estructura formal básica de la Guajira (música), la Clave y la Criolla es prácticamente idéntica, es posible observar un proceso evolutivo de sus elementos de estilo que sugiere una posible relación en el desarrollo de estos tres géneros. Por ejemplo, el patrón rítmico de la hemiola vertical no aparece en las primeras versiones de la Guajira (música), por lo que pudo haber sido incluido posteriormente, quizás debido a la influencia de los Coros de Clave. También el estilo de modulación directa de un tono menor a su relativo directo mayor, que ya aparece en la famosa guajira "El arroyo que murmura" de Jorge Anckermann, varía en las Criollas posteriores de los trovadores Sindo Garay y Manuel Corona, en las cuales aparecen complejas modulaciones que difieren mucho de las más simples versiones anteriores.